# Ashley Biden
Ashley Blazer Biden (Wilmington, 8 giugno 1981) è un'attivista, filantropa e stilista statunitense, figlia di Joe Biden, il 46º presidente degli Stati Uniti.

## Biografia
Nasce nel 1981 come prima e unica figlia di Joe e Jill Biden. Ha due fratelli e una sorella, acquisiti dal precedente matrimonio del padre con Neilla Hunter: Beau (deceduto nel 2015), Hunter e Naomi (deceduta a soli 13 mesi nel 1972, vittima di un incidente automobilistico insieme alla madre). Ha origini britanniche, irlandesi, francesi e siciliane.
Si è laureata all'Università Tulane in antropologia culturale, dopodiché ha lavorato per oltre 15 anni presso il Dipartimento dei servizi per i bambini, i giovani e le loro famiglie del Delaware. Nel 2012 è entrata nel Dipartimento di giustizia come direttore associato, divenendone in seguito presidente e direttore dal 2014 al 2019. Durante questo periodo si è fatta notare per la sua forte opposizione alla pena di morte.
Ashley è impegnata anche nel campo della moda: nel 2017 ha infatti lanciato la Livelihood Collection alla New York Fashion Week e ha collaborato diverse volte con stilisti del calibro di Rachel Zoe, Betsey Johnson e Calvin Klein.

## Vita privata
Nel 2002 è stata arrestata assieme a degli amici dopo aver avuto un acceso diverbio con alcuni poliziotti all'esterno di un locale. 
Nel 2012 ha sposato Howard Krein, un ebreo di professione otorinolaingoiatra, con cui aveva una relazione dal 2010.